# Programa Leonardo da Vinci
El programa Leonardo da Vinci és un programa finançat per la Comissió Europea centrat en les necessitats d'ensenyament i formació de tots els implicats en l'educació i formació professional. Forma part del Programa d'Aprenentatge Permanent 2007-2013 de la Comissió Europea i té per objectiu desenvolupar una mà d'obra qualificada a Europa.

## Objectius
Donar suport als participants en activitats de formació i de formació contínua en l'adquisició i ús de coneixements, competències, i qualificacions amb vista al desenvolupament personal i professional. Donar suport a les millores de la qualitat i innovació dels sistemes, institucions i pràctiques d'educació i formació professional. Augmentar l'atractiu de la Formació Professional i de la mobilitat per a les empreses i els particulars i facilitar la mobilitat de treballadors en formació.

## Finançament
El programa finança una àmplia gamma d'accions, incloent la mobilitat transnacional i els projectes europeus centrats en el desenvolupament o la transferència d'innovació i xarxes. Tots els projectes finançats pel programa Leonardo da Vinci compten amb la participació de socis europeus. El programa acull els alumnes en la seva formació professional inicial, a les persones en el mercat laboral i als professionals de l'educació i formació professional, així com a qualsevol organització activa en aquest camp.

## Història
El programa Leonardo da Vinci es va iniciar el 1995. El 1998, el revelador d'informació Paul van Buitenen va criticar la mala direcció dels fons de la UE, en particular els del programa Leonardo da Vinci.
En una segona fase, més àmplia (Leonardo II 2000-2006) es va concentrar en competències i ocupabilitat dels joves. Dels 21.000 projectes finançats en aquesta fase, 19.000 tenien a veure amb la mobilitat, el suport a 3.670.000 persones. El pressupost va ser de 1.450 milions d'euros. Es va avaluar la Fase II de la Direcció General d'Educació i Cultura de la Comissió Europea el 2008.
El 2007 es va iniciar un nou programa, que havia de durar fins a l'any 2013.

## Projectes suportats
- Projecte de certificació central d'Ocupació en transport i logística a Europa.[4]
- Certificació i Acreditació del Sistema de Serveis Financers del Sector d'Educació i Capacitació
- CHIRON — avaluació comparativa d'e-learning
- DISCO - European Dictionary of Skills and Competences
- EADIS — European Automotive Digital Innovation Studio — capacitació i infraestructura per mantenir la competitivitat de la indústria automobilística europea
- ECOTOOL — harmonització de la certificació VET
- Forestur — ensenyament per a professionals del turisme
- MarTEL — una prova de competència en llengua anglesa marítima
- Ploteus (Portal sobre oportunitats d'aprenentatge en tot l'espai europeu)
- SLOOP — un projecte d'e-learning i continguts oberts que va començar originalment el 2005 en el programi Leonardo da Vinci, ara independent.